# Jüdischer Friedhof (Erwitte-Horn)
Der jüdische Friedhof Erwitte-Horn befindet sich im Ortsteil Horn-Millinghausen der Stadt Erwitte im Kreis Soest in Nordrhein-Westfalen. Der jüdische Friedhof ist seit dem 5. September 2007 in der Liste der Baudenkmäler in Erwitte unter der Denkmalnummer 130 als Baudenkmal eingetragen.
Der Friedhof südwestlich von Horn, westlich der Landesstraße L 808, wurde von vor 1855 bis 1940 belegt. Es sind 20 Grabsteine erhalten.